# Zevenhutten
Zevenhutten is buurtschap ten zuiden van Cuijk. Bij de buurtschap ligt natuurgebied Zevenhutten dat 85 ha beslaat en eigendom is van de Stichting Brabants Landschap. Het bestaat uit een afwisseling van hakhoutbosjes en akkers.

## Geschiedenis
Reeds in de 15e eeuw werd er in deze buurt grond ontgonnen vanuit het naburige Kruisherenklooster te Sint Agatha. Dit betrof de buurtschappen Hanshout en Groot Padbroek.
De rest van het gebied bleef bestaan uit heide, maar vanaf 1850 werd deze omgezet in akkers, weiden en eikenhakhout. Er ontstond een buurtschap die bestond uit een groep van zeven keuterboerderijen, die in 1887 voor het eerst onder de naam Zevenhutten werd vermeld. In de eerste helft van de 20e eeuw is veel eikenhakhout verdwenen, maar er zijn nog hakhoutstobben te vinden die meer dan 150 jaar oud zijn.

## Natuur
In 1987 kwam het natuurgebied in bezit van het Brabants Landschap. Sindsdien zijn er houtsingels aangelegd en worden de hakhoutbosjes weer onderhouden. Hoewel sinds 1988 doorsneden door een autosnelweg, huist in het gebied een belangrijke populatie dassen. Onder de autoweg zijn dassentunnels aangelegd.
Nachtegaal, braamsluiper, grasmus en geelgors zijn kenmerkende broedvogels.
De hoogteverschillen in het terrein zijn ontstaan door de vlechtende rivier die hier tijdens het Weichselien heeft gestroomd. Het gebied is vrij toegankelijk en er is een tweetal wandelroutes uitgezet.